# Folkminnessamling
Folkminnessamling är en beteckning för insamlat, bearbetat och arkiverat material som består av folkdikter, folktro och olika festseder. Sveriges största samling ingår i Nordiska museets folkminnessamling där upptecknat material finns från hela landet. Samlingarna är utskrivna på så kallade excerptkort som delvis är inordnade i ett topografiskt och ett sakmässigt system. Korten lär till antalet vara ungefär en miljon. En stor mängd betydelsefullt material finns även att tillgå i arkivet för Språk- och folkminnesinstitutet med förkortningen Sofi, som från 2006 fått benämningen Institutet för språk och folkminnen. Liknande folkminnessamlingar finns runt om i landets arkiv, bland annat i Uppsala, Göteborg och Umeå.